# 翼軍
翼軍（つばさぐん）は、1936年から1940年まで5年間活動した日本のプロ野球球団。
戦後新たに生まれたセネタース（現：北海道日本ハムファイターズ）は翼軍とは直接の系譜はないものの、翼軍出身者がセネタースの創立に関与した。

## 球団の歴史
1936年1月15日、日本職業野球連盟結成の中心にいた正力松太郎は、自らオーナーとなった東京巨人軍に対する「首都圏におけるライバル球団」が必要と考えて政治家の有馬頼寧を頼み、それを受け現在の西武新宿線を経営していた西武鉄道（旧社）の後援により東京セネタース（とうきょうセネタース、Tokio Senators、会社名東京野球協会TOKIO BASEBALL ASSOCIATION）として設立された。
セネター (Senator) とはアメリカ合衆国の上院議員を意味する。当時オーナーの有馬は貴族院議員であり、球団社長も有馬の実弟で同じく貴族院議員の安藤信昭が就任した。このことから貴族院が実質的な上院、ということでメジャーリーグベースボールのワシントン・セネタース（現：ミネソタ・ツインズ）に倣ってこの名称が付いたとされる。語呂合わせから、青踏軍とも称された。
本拠地は東京府東京市杉並区にあった上井草球場。当時の顔ぶれは球団の監督を務めた横沢三郎、四郎、七郎兄弟や苅田久徳、野口明らだった。
1940年10月17日、戦争の影響で球団名は全て日本語に改めるように指示が出されたため、やむなく翼軍と改名。この名称は有馬が大政翼賛会の理事をしていた事に因む。球団名を「東京翼軍」とした資料も存在する。
1941年2月3日、名古屋金鯱軍と対等合併して「大洋軍」を結成。1943年に西日本鉄道に経営が移譲され「西鉄軍」に改称。九州に移駐したものの、戦時下における経営・運営難に悩み、この年限りで解散した。なお、名古屋金鯱軍は中日新聞社の前身企業の一つである名古屋新聞社が経営に携わっていた球団だが、現在の中日ドラゴンズとは無関係。また、大洋軍も現在の横浜DeNAベイスターズの前身にあたる大洋ホエールズとは無関係。西鉄軍も後年の西鉄ライオンズ（発足時は西鉄クリッパース）とは直接の関係はない。
戦後の1946年にプロ野球が再開されると、戦前の東京セネタースの主軸を成した横沢兄弟が中心となって改めてセネタースが新球団として結成された。しかし、経済的な理由から翌年には東急フライヤーズとなり、セネタースの名称は消滅した。その後数度の身売り・改称・移転を経て、現在は北海道日本ハムファイターズとして存続している。
2013年7月26日から28日にかけ、埼玉西武ライオンズ主催試合でのイベント『ライオンズ・クラシック2013』にて、西武鉄道沿線を本拠地とし、かつ源流企業の一つが経営に関与したチームということで、西武の選手たちが復刻されたセネタースのユニフォームを着用して試合に出場した。対戦相手はセネタースのプロ初試合の相手となった阪急軍を源流とするオリックス・バファローズだった。

## チームの特徴
- 六大学野球のスター・苅田久徳や明大のエース・野口明と有力選手が在籍。1936年の内野陣は「セネタース100万ドルの内野陣」と評された。1939年には野口明の弟・野口二郎が入団し、投手力が大きく上がった。

## 主な歴代の球団歌
- 1940年に「東京セネタースの歌」（作詞：尾崎喜八、作曲：小松平五郎）を発表。球団設立の経緯もあって「野球の王者」（東京巨人軍球団歌）や「大阪タイガースの歌」を意識した歌詞が入ったアンサーソングになっている。

## ユニフォームの変遷
- セネタース時代

復刻版をもとにすると、帽子はブラックレターで「T」、ユニホームはグレー地に赤と紺を組み合わせたラケットラインが入り、左胸には赤文字で上段「SENATORS」下段「TOKIO（TOKYOではない）」の囲みに野球ボールを背景とした黒獅子のイラストが入る。ベルトとパンツのベルトループ部分は共に濃紺で、着用した際の視覚上の一体化が図られている。ストッキングは紺地に「白・赤・白」の3本ライン。
- 翼時代

帽子が青でユニフォームが緑であった。
帽子に翼と書いてあった。

## 球団旗の変遷
- 1935-1939：赤地に左向きの黒獅子、その下に白文字で「東京セネタース」。現在と同じような左横書きであった。

## チーム成績・記録
- Aクラス・3回（1937年春、1939年-1940年）
- Bクラス・3回（1937年秋-1938年秋）
- 連続Aクラス入り最長記録・2年連続（1939年-1940年）
- 連続Bクラス最長記録・3季連続（1937年秋-1938年秋）
- 最多勝 56勝（1940年）
- 最多敗 39敗（1940年）
- 最多引き分け 10分け（1940年）
- 最高勝率 .589（1940年）
- 最低勝率 .382（1938年春）

## その他の記録
- 最小ゲーム差 11ゲーム（1938年秋）
- 最大ゲーム差 18.5ゲーム（1937年秋）
- 最多本塁打 17本（1940年）
- 最小本塁打 2本（1936年秋）
- 最高打率 .222（1938年秋）
- 最低打率 .185（1936年秋）
- 最高防御率 2.00（1940年）
- 最低防御率 3.99（1938年秋）

## 歴代本拠地
- 上井草球場（1936年-1940年）

## 歴代監督
- 横沢三郎（1936年-1937年秋）
- 苅田久徳（1938年春-1940年）

## 成績
| 年度     | 監督     | 順位 | 試合 | 勝利 | 敗戦 | 引分 | 勝率 | 差   | 得点 | 失点 | 本塁打 | 盗塁 | 打率 | 失策 | 防御率 |
| -------- | -------- | ---- | ---- | ---- | ---- | ---- | ---- | ---- | ---- | ---- | ------ | ---- | ---- | ---- | ------ |
| 1936年   | 横沢三郎 | *    | 46   | 26   | 20   | 0    | .565 | *    | 224  | 201  | 5      | 85   | .206 | 111  | 3.23   |
| 1937年春 | 横沢三郎 | 3    | 56   | 30   | 26   | 0    | .536 | 12   | 206  | 192  | 4      | 73   | .206 | 125  | 2.55   |
| 1937年秋 | 横沢三郎 | 5    | 48   | 20   | 27   | 1    | .426 | 18.5 | 175  | 228  | 13     | 70   | .200 | 98   | 3.61   |
| 1938年春 | 苅田久徳 | 5    | 35   | 13   | 21   | 1    | .382 | 15.5 | 135  | 174  | 7      | 27   | .217 | 71   | 3.58   |
| 1938年秋 | 苅田久徳 | 5    | 40   | 19   | 20   | 1    | .487 | 11   | 166  | 149  | 16     | 40   | .222 | 74   | 3.99   |
| 1939年   | 苅田久徳 | 4    | 96   | 49   | 38   | 9    | .563 | 14.5 | 290  | 287  | 12     | 87   | .203 | 158  | 2.21   |
| 1940年   | 苅田久徳 | 4    | 105  | 56   | 39   | 10   | .589 | 15.5 | 344  | 298  | 17     | 109  | .206 | 183  | 2.00   |

## 備考
- この球団を後援していた西武鉄道は現在の西武鉄道とは法人としては別会社であり、前述の通り現在の西武新宿線系統を経営していた。現在の西武鉄道は1945年までは武蔵野鉄道と称して西武池袋線系統を経営し、西武鉄道（旧社）とは競合関係にあった。武蔵野鉄道を1932年以降経営していた堤康次郎が1943年に西武鉄道（旧社）の株式を買い集めて傘下に収め、1945年に食糧増産（堤系企業）とともに武蔵野鉄道に合併。この時逆に武蔵野鉄道が西武農業鉄道と改称。翌1946年に西武鉄道に再改称した。従って、西武鉄道（旧社）は西武鉄道の源流企業ではあるが、現在の西武鉄道が法人として過去に直接プロ野球に携わっていたわけではない。
- 東京セネタースのペットマークは前述の通り黒獅子であった。当時、別途ライオン軍（のちの松竹ロビンスに連なる球団）があり、ライオンを使用していた球団が二球団あったことになる。
- 前述の通り、東京セネタースの後身球団は1943年2月に西日本鉄道に買収され、西鉄軍に改称したものの戦局の悪化により12月には解散を余儀なくされた。西日本鉄道は戦後球団の復帰を試みるが、一旦解散した球団であったため日本野球連盟に拒絶される。つまり、東京セネタースの歴史は1943年で途絶えている。
  - 東京セネタースのホーム球場はその後太平洋戦争を受けて近隣住民によって農地に転用された。
  - 東京セネタースのオーナーであった堤康次郎は経営失敗に懲りて今後球団経営はしない意向であった。
- なお、後日談として西日本鉄道は1950年に新設という形で西鉄クリッパースを結成して、パシフィックリーグに加盟した。この球団は翌1951年にセントラルリーグに加盟していた西日本パイレーツを合併して西鉄ライオンズと改称。ライオンをペットマークとした球団が復活した。さらにこの球団が1978年に堤康次郎の三男である堤義明の国土計画に買収され本拠地を埼玉県所沢市に移転。現在の埼玉西武ライオンズとなったため、結果的に西武（源流企業を含む）と西鉄の両方が戦前と戦後で同一球団に関係する形になった。丁度、堤康次郎の失敗体験を後継者の堤義明が克服した格好となった。